# Wereldkampioenschap voetbal vrouwen 2027 (kwalificatie)
De kwalificatiewedstrijden voor het wereldkampioenschap voetbal vrouwen 2027 zullen plaatsvinden tussen 2025 en 2027. Er zijn 31 plaatsen beschikbaar op het eindtoernooi, waaraan 32 landen meedoen, met Brazilië als gastland dat automatisch geplaatst is.
De AFC, CAF en CONCACAF organiseren eigen voetbalkampioenschappen die tevens als kwalificatietoernooien dienen voor het wereldkampioenschap. De UEFA organiseert een eigen apart kwalificatietoernooi, net als de CONMEBOL en de OFC die dat vanaf deze editie voor het eerst ook doen.

## Gekwalificeerde landen

Gekwalificeerd voor het hoofdtoernooi
Land is uitgeschakeld
Deze landen trokken zich terug uit de competitie of zijn geschorst
Deze landen namen niet deel

| Team     | Gekwalificeerd als | Datum       | Aantal keer gekwalificeerd | Aantal keer achter elkaar | Beste prestatie      |
| -------- | ------------------ | ----------- | -------------------------- | ------------------------- | -------------------- |
| Brazilië | Gastland           | 17 mei 2024 | 10                         | 10                        | Tweede plaats (2007) |

## Kwalificatie
De overige 31 beschikbare plaatsen op het eindtoernooi worden als volgt verdeeld over de continenten:
| Confederatie | Kwalificatie via                                             | Beschikbare plaatsen | Aantal deelnemende landen | Aantal gekwalificeerde landen | Startdatum kwalificatie | Einddatum kwalificatie |
| ------------ | ------------------------------------------------------------ | -------------------- | ------------------------- | ----------------------------- | ----------------------- | ---------------------- |
| AFC          | Aziatisch kampioenschap voetbal vrouwen 2026                 | 6                    | 38                        | 0                             | 23 juni 2025            | 19 maart 2026          |
| CAF          | Afrikaans kampioenschap voetbal vrouwen 2026                 | 4                    | 37                        | 0                             | 19 februari 2025        | maart 2026             |
| CONCACAF     | Noord-Amerikaans kampioenschap voetbal vrouwen 2026          | 4                    | maximaal 35               | 0                             | oktober 2025            | november 2026          |
| CONMEBOL     | CONMEBOL Liga de Naciones Femenina 2025/26                   | 2 + 1 (gastland)     | 9 + 1                     | 0 + 1                         | 24 oktober 2025         | 9 juni 2026            |
| OFC          | Wereldkampioenschap voetbal vrouwen 2027 (kwalificatie OFC)  | 1                    | maximaal 11               | 0                             | februari 2026           | 2026                   |
| UEFA         | Wereldkampioenschap voetbal vrouwen 2027 (kwalificatie UEFA) | 11                   | 53                        | 0                             | februari 2026           | november 2026          |
| Play-offs    | Intercontinentale play-offs                                  | 3                    | (10)                      | 0                             | november 2026           | februari 2027          |

## Topscorers
9 doelpunten
- Sabitra Bhandari
- Kim Kyong-yong

6 doelpunten
- Myong Yu-jong
- Nilufar Kudratova

5 doelpunten
- Ritu Porna Chakma
- Pyari Xaxa
- Fatemeh Shaban
- Maysa Jbarah
- Win Win
- Karnjanathat Phomsri
- Diyoraxon Habibullayajeva

4 doelpunten
- Sangita Basfore
- Saowalak Peng-ngam
- Maftuna Shoyimova
- Nguyễn Thị Vạn